# Vêneto
O Vêneto (português brasileiro) ou Véneto (português europeu) (em italiano: Veneto; em vêneto: Vèneto) é uma região do nordeste da Itália com 18.391 km² de superfície e 4,9 milhões de habitantes, sendo a quinta região mais povoada do país. A capital é Veneza.

## Geografia
Com 18.391 km², o Vêneto é a oitava maior região de Itália. Tem limites a leste com o Friul-Veneza Júlia, a norte com a Áustria (Tirol e Caríntia), a noroeste com o Trentino-Alto Ádige, a oeste com a Lombardia, ao sul com a Emília-Romanha e a leste com o mar Adriático (Golfo de Veneza).
O ponto mais setentrional é a "Cima Vanscúro", perto do limite austríaco, o mais meridional é a "Punta di Goro", no delta do rio Pó.
O Vêneto é subdividido nas seguintes áreas geomorfológicas:
- a zona dos Alpes e das Dolomitas;
- a zona prealpina;
- as colinas (Colli Euganei, Berici, Asolani);
- a planície do rio Pó e dos seus afluentes: Ádige, Brenta, Piave, Sile, Livenza;
- a costa de leste do maior lago italiano, o lago de Garda;
- o litoral adriático, com numerosas lagunas.

No total, 56,4% do território é planície, 29,3% montanhoso e 14,3% é composto de colinas.

### Províncias
A região é composta das seguintes províncias:
| Província            | Habitantes da capital | Área (km²) | Habitantes da província | Densidade | Número de municípios |
| -------------------- | --------------------- | ---------- | ----------------------- | --------- | -------------------- |
| Província de Belluno | 36.147                | 3.678      | 213.059                 | 57,9      | 69                   |
| Província de Pádua   | 209.696               | 2.141      | 905.112                 | 422,8     | 104                  |
| Província de Rovigo  | 51.378                | 1.789      | 245.598                 | 137,3     | 50                   |
| Província de Treviso | 81.665                | 2.477      | 865.194                 | 349,3     | 95                   |
| Província de Veneza  | 268.741               | 2.463      | 841.609                 | 341,7     | 44                   |
| Província de Verona  | 262.403               | 3.121      | 889.862                 | 285,1     | 98                   |
| Província de Vicenza | 113.969               | 2.722      | 848.642                 | 311,8     | 121                  |

### As maiores comunas
| Pos. | Município          | Habitantes (hab.) | Área (km²) | Densidade (hab./km²) | Altitude (m) | Província |
| ---- | ------------------ | ----------------- | ---------- | -------------------- | ------------ | --------- |
| 1°   | Veneza             | 268.741           | 412,54     | 651,4                | 1            | VE        |
| 2°   | Verona             | 262.403           | 206,63     | 1.269,9              | 59           | VR        |
| 3°   | Pádua              | 209.696           | 92,85      | 2.258,4              | 12           | PD        |
| 4°   | Vicenza            | 113.969           | 80,54      | 1.415,1              | 39           | VI        |
| 5°   | Treviso            | 81.665            | 55,50      | 1.741,4              | 15           | TV        |
| 6°   | Rovigo             | 51.378            | 108,55     | 473,3                | 6            | RO        |
| 7°   | Chioggia           | 50.880            | 185,20     | 274,7                | 2            | VE        |
| 8°   | Bassano del Grappa | 42.237            | 46,79      | 902,7                | 129          | VI        |
| 9°   | San Donà di Piave  | 39.774            | 78,73      | 505,2                | 3            | VE        |
| 10°  | Schio              | 38.779            | 67,04      | 578,4                | 200          | VI        |

## História
A região do Vêneto foi habitada desde a pré-história. A partir do século I a.C., fez parte do Império Romano, que incorporou os vénetos, como Regio X Venetia et Histria. Depois da queda do Império Romano, foi invadida por diversos povos bárbaros (godos, hérulos, hunos e lombardos). Esta última invasão é descrita por Paulo, o Diácono na sua Historia Langobardorum. Entre o século VI e século VIII, ocorreu uma divisão sempre mais nítida entre o Vêneto interno, sob o domínio lombardo e a Veneza marítima dependente do Império Bizantino e do exarcado de Ravena. Grande parte da população e as autoridades religiosas se transferiram das cidades do interior aos centros lagunares (Grado, Torcello, Caorle, Malamocco e Civitas Nova ou Eraclea). Com a conquista lombarda de Ravena na metade do século VIII, o território lagunar adquiriu uma crescente independência do Império Bizantino do qual permaneceu formalmente dependente. Com a transferência da sede do duque bizantino de Civitas Nova, sobre a  terra firme, a Malamocco, nas ilhas lagunares, e depois, no início do século V, com a consagração da Igreja de San Giacomo de Rialto em 421, a "Rivoalto" (atual Rialto), originou-se a cidade de Veneza.
Veneza, graças à imensa fortuna arrecadada através do comércio marítimo e terrestre com  todo o mundo então conhecido, tornou-se a mais potente das quatro Repúblicas Marítimas da península itálica, que tinham o domínio comercial das rotas do mar Mediterrâneo. Expandindo seu domínio aos territórios circundantes e constituiu um Estado, a Sereníssima República de Veneza, cujos confins se estendiam além daqueles da antiga região romana, compreendendo parte da Lombardia, da Ístria, da Dalmácia, e vários territórios no ultramar.
Depois da queda do Império Bizantino sob os otomanos, mas sobretudo devido à descoberta da América, começou para Veneza um longo período de decadência. Ao fim do século XVIII, a Sereníssima República foi invadida por Napoleão Bonaparte e cedida, em troca da Bélgica, à Áustria. A república foi dividida em muitas partes pela Áustria, partes estas que se tornaram províncias do Império Austríaco. O governo austríaco foi em geral benévolo, com administração eficiente e honesta, buscando realizar certos benefícios aos seus súditos, mas não muito liberal. A parte correspondente à atual região do Vêneto permanece assim por cerca de 60 anos, como parte do Reino Lombardo-Vêneto, sob domínio do Império Austríaco. Participou do movimento do risorgimento com a heróica rebelião de Veneza de 1848]]-[[1849.
Em seguida à guerra Austro-Prussiana de 1866, após a Batalha de Sadowa, a Áustria teve que ceder o Vêneto a Napoleão III. O tratado de Paz de Viena, firmado em 3 de outubro de 1866, dispunha textualmente que a cessão do Vêneto (com Mântua e Údine) deveria ser sob reserva do consenso da população devidamente consultada. Napoleão III procedeu à organização de um plebiscito, em obediência ao tratado, porém foi sujeito a forte pressão por parte da Casa de Saboia a ceder o controle do território antes mesmo da organização do plebiscito. O conde de Gramont, governante provisório do território, mais Mântua e Pordenone-Údine, buscou respeitar o acordo.  A pressão da casa de Saboia foi tal que Napoleão II ordenou ao conde de Gramont que ser retirasse e deixasse o Vêneto ser ocupado pelas tropas do Reino da Itália. Assim o plebiscito foi organizado pela casa de Savóia, que o organizou de modo a não deixar opção aos venezianos, que perderam assim o último espaço de autonomia e liberdade. O plebiscito era necessário para formalizar, segundo os acordos precedentes à guerra, a já prevista anexação do Vêneto ao Reino de Itália. O acesso ao voto, como em outros plebiscitos da época (por exemplo naquele para anexação de Nice à França), excluía as mulheres e foi limitado pelo censo: interessou portanto somente a uma minoria da população  (menos de 650.000 votantes sobre um total de 2.603.009 residentes). O resultado (646.789 sim; 69 não; 567 votos nulos), diz respeito à absoluta falta de segredo da votação no voto e de transparência nas conseqüentes operações de escrutínio.  Desta maneira, o resultado militar do Reino da Itália na terceira guerra de independência se transformou em um sucesso político para a casa de Saboia.
O domínio da casa de Saboia não foi profícuo sob o aspecto econômico: a pressão fiscal maior do que a austríaca, os serviços inferiores, e a burocracia menos eficiente que a burocracia austríaca.
À perda do mercado da Europa Central seguiu-se um período de crise econômica.  Depois da anexação ao Reino de Itália e até a Primeira Guerra Mundial  houve uma intensa emigração do Vêneto, particularmente para Argentina, Brasil e Uruguai.
Durante a Primeira Guerra Mundial, parte do território sofreu graves danos, sendo o Vêneto cenário de importantes batalhas. Na batalha de Vittorio Veneto o exercito italiano venceu as tropas austríacas, com consequente capitulação da Áustria-Hungria.
O fenômeno da emigração continuou logo o pós-guerra, dirigido principalmente aos países da América Latina que tinham recebido as ondas migratórias anteriores precedentes do Vêneto.  Esta nova onda migratória foi um pouco melhor organizada.
A Segunda Guerra Mundial trouxe novas destruições, sobretudo por causa dos bombardeios aéreos dos Aliados (particularmente aquele que arrasou grande parte de Treviso).
Terminada a guerra houve nova onda migratória para Argentina, Uruguai, Brasil, Venezuela, Colômbia, Estados Unidos, Canadá e Austrália. Houve também fluxos migratórios mais breves a Bélgica, França e Alemanha e Suíça. Calcula-se que existam no mundo cerca de 9 milhões de oriundos do Vêneto.
A partir dos anos oitenta a emigração se exauriu e, desde então, o Vêneto se tornou terra de imigração.  Muitos dos novos migrantes são, em realidade, cidadãos italianos, emigrados durante os anos duros, que retornam a seu país; embora esses falem uma versão de seu dialeto mais arcaica que a agora utilizada no Vêneto.  Nas últimos eleições, os cidadãos italianos residentes no exterior puderam votar.
O imponente aumento do nível médio de instrução escolar no Vêneto criou uma consistente sub-ocupação intelectual, com trabalhos provisórios inadequados a muitos jovens formados, que não encontram mais muito trabalho. Surgiu o fenômeno de uma certa desocupação na categoria culta e de uma certa necessidade de imigração para alguns trabalhos simples.

## Línguas
Além do italiano, a maioria da população fala a língua vêneta, também difundido no sul do Brasil, onde é conhecido como talian, nas zonas vinícolas do Rio Grande do Sul e de Santa Catarina e em comunidades nos estados do Paraná, São Paulo, Espírito Santo e Minas Gerais.
Em Sappada-Plodn é falado um dialecto alemão. O friulano é falado em Portogruaro e outros municípios à fronteira com o Friul. Visto que as línguas minoritárias não desfrutam de reconhecimento oficial, os municípios ladinos de Cortina d'Ampezzo, Col e Fodom votaram pela anexação à região autónoma do Trentino-Alto Ádige. A decisão sobre a passagem de região ainda tem que ser tomada pelo parlamento italiano. Uma moção para fazer do dialeto vêneto língua regional oficial foi aprovada pelo parlamento regional.

## Política
Região fortemente católica, o Vêneto foi por décadas cidadela dos democratas-cristãos. Desde os anos noventa, o Veneto é governado por coligações de centro-direita. O atual presidente da região é o trevisano Luca Zaia.
Devido à honrosa história de Veneza, cuja memoria é bem viva nos ânimos da povoação local, as tendencias autonômicas, senão separatistas, são muito fortes. A Lega Nord-Liga Veneta é muito poderosa. Os prefeitos de Verona e Treviso são filiados à Lega, assim como os presidentes das províncias de Belluno, Treviso, Veneza, Vicenza. Nas eleições legislativas de 2008, a Lega Nord obteve 26 % dos votos.
Dia 12 de janeiro de 2011, saiu o resultado da assembleia legislativa de Belluno em favor de um futuro plebiscito para anexação da província à região Trentino-Alto Ádige. A solicitação partiu de assinatura de 17 mil cidadãos. Acredita-se que possa ter mais razões econômicas que históricas uma vez que a região Trentino-Alto Ádige possui maior autonomia. Porém a província ainda possui no total 210 mil cidadãos, fora os cidadãos no exterior, que serão decisivos no futuro plebiscito sem data marcada. Em 28 de novembro de 2012, o conselho regional aprovou a resolução 44, proposta pelo movimento político separatista 'INDIPENDENZA VENETA', que propõe um referendo onde o povo vêneto possa escolher pela independência ou permanecer ligado ao governo central de Roma.

## Economia
Depois de ter sido uma região agrícola, terra pobre e de emigração, o Vêneto tornou-se numa das regiões mais ricas da Itália.
Até agora a agricultura tem uma função importante. A vinicultura produz Valpolicella e Prosecco, enquanto que o Radicchio é outro produto típico do lugar.
Mas é sobretudo a indústria que contribuiu para o desenvolvimento regional. Existem refinarias e estaleiros nas áreas litorâneas. A indústria alimentícia está presente assim como a indústria da moda: Benetton, Diesel, Bottega Veneta são marcas conhecidas mundialmente. Luxottica é o maior produtor mundial de óculos. Além disso, há uma forte indústria mecânica. A sede principal do produtor de motos Aprilia situa-se em Noale.
O Vêneto é também a primeira região turística da Itália, com 60 milhões de chegadas e 14 milhões de pernoitamentos. A localidade dolomítica de Cortina d'Ampezzo, os municípios do lago de Garda (Peschiera, Garda e Malcesine), o centro termal Abano Terme, as localidades balneares Jesolo e Caorle são os destinos preferidos pelos turistas, dos quais um quinto são alemães.
Na renda per capita, o Vêneto chega a um valor de 123.6 (EU-27:100), quer dizer 28 643 Euros. A taxa de desemprego é de 4,2%.

## Atrações

Veneza: a cidade e a sua laguna são Património Comum da Humanidade da UNESCO
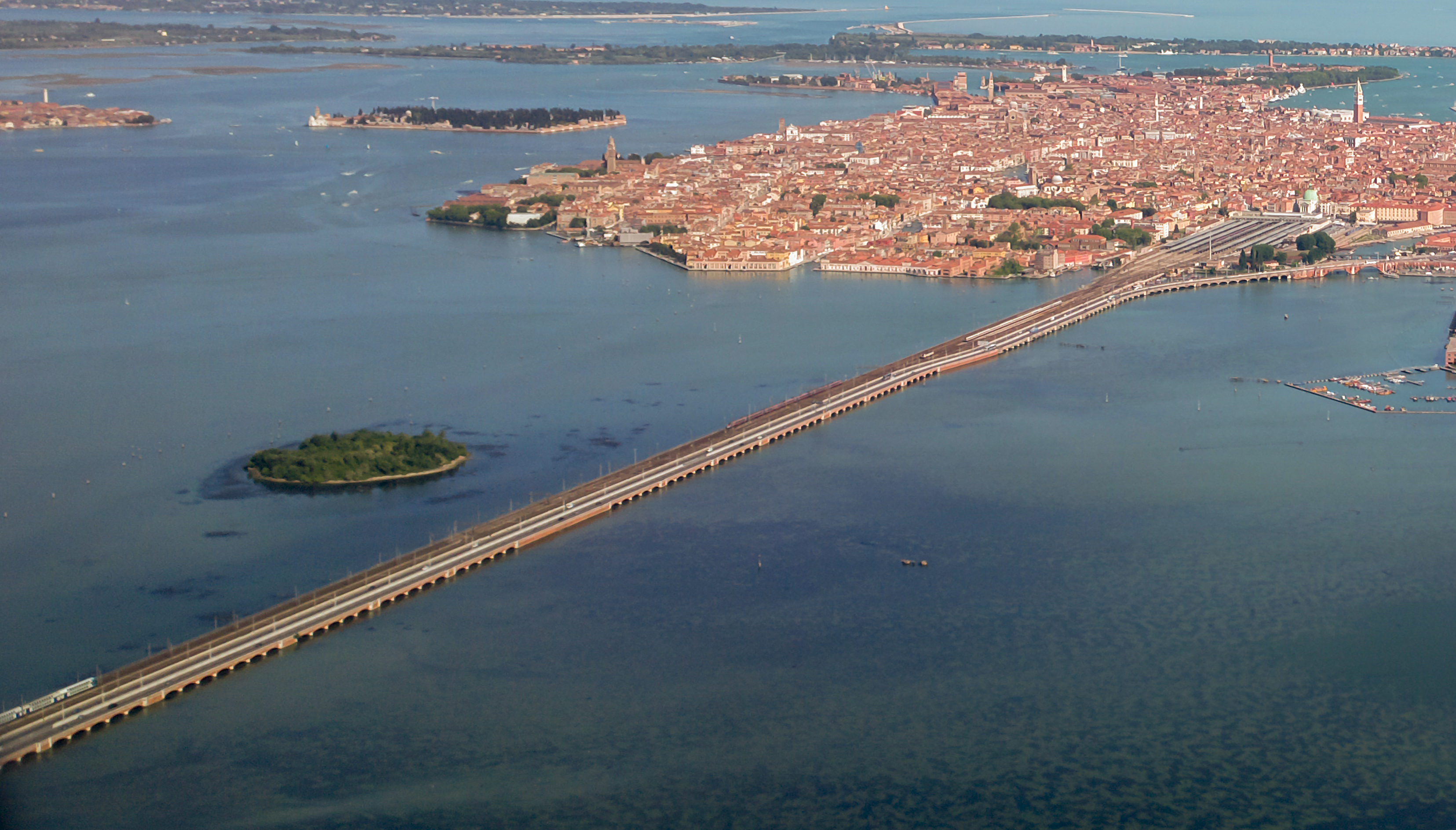
Ponte della Libertà
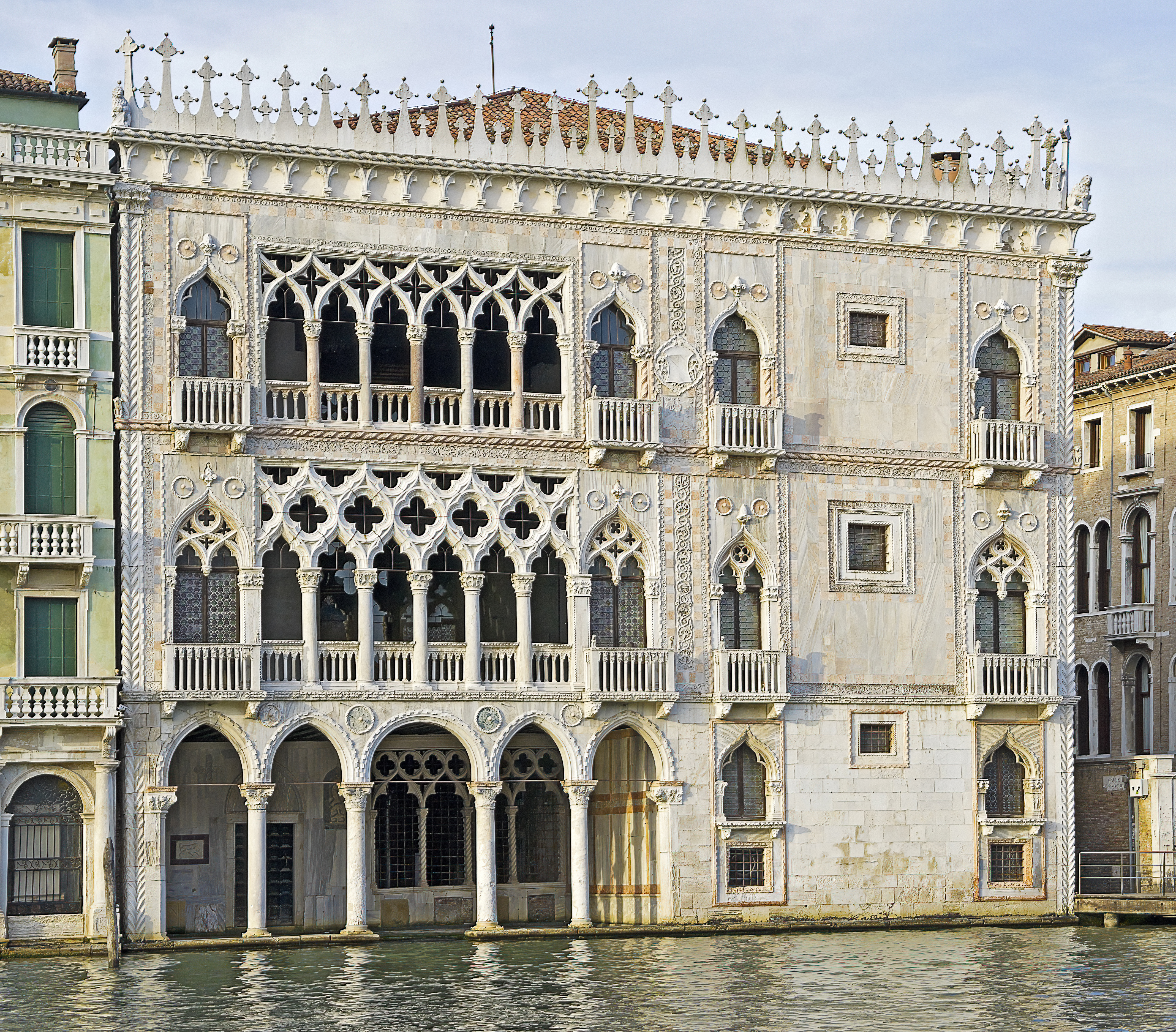
Ca' d'Oro
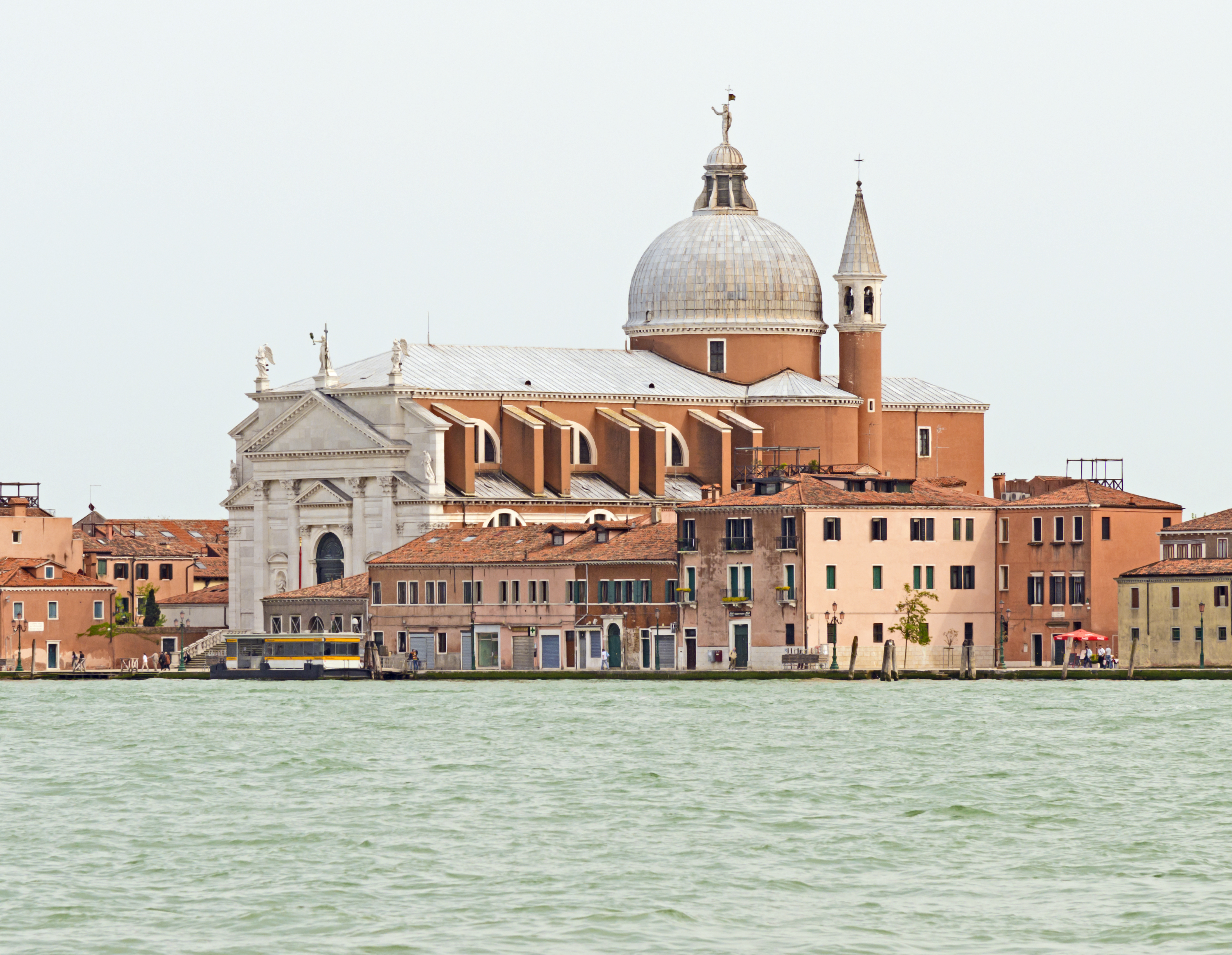
Chiesa del Redentore

Verona: a cidade de Romeu e Julieta
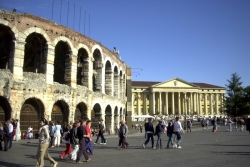
Piazza Bra
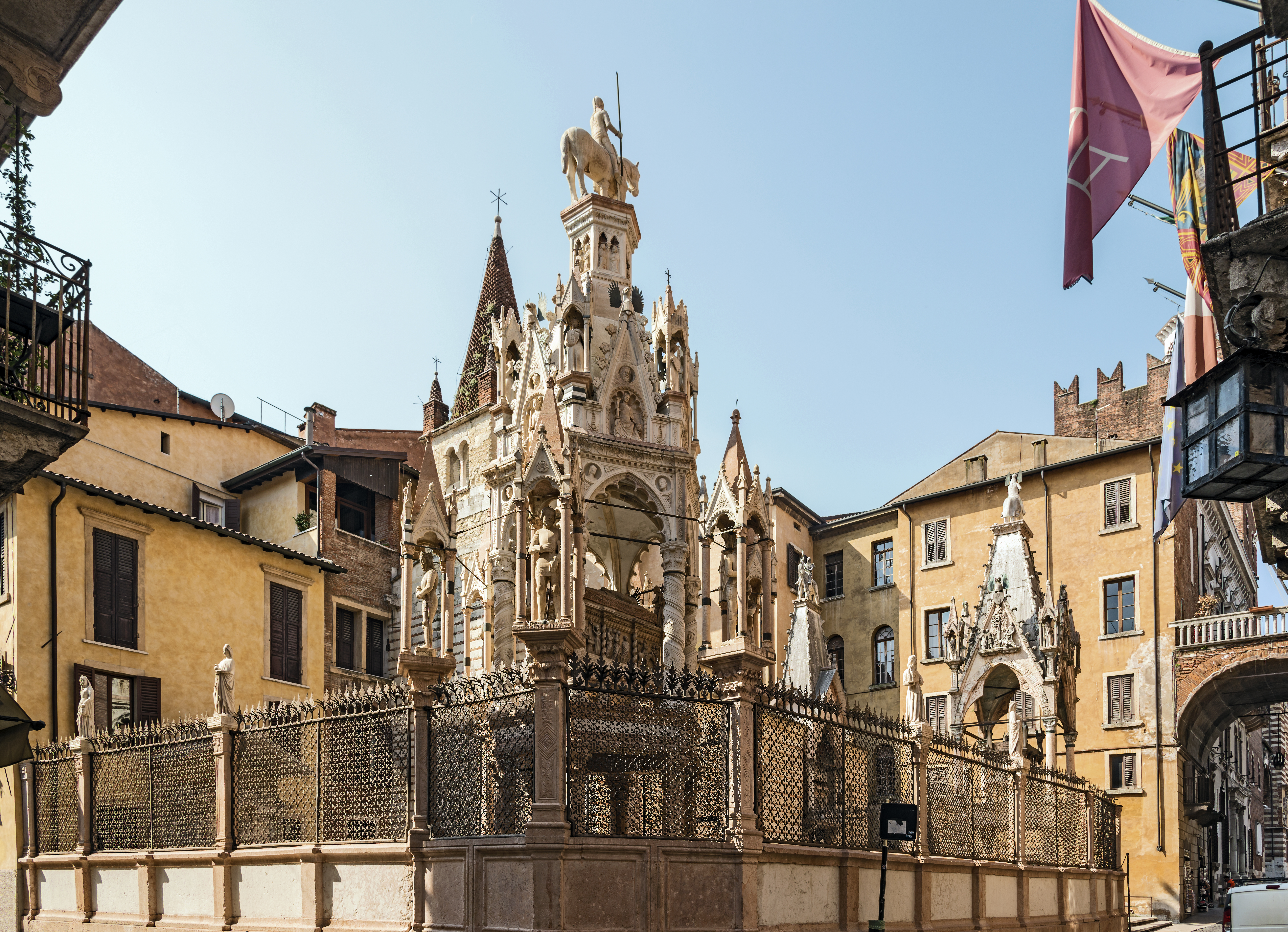
Arche scaligere
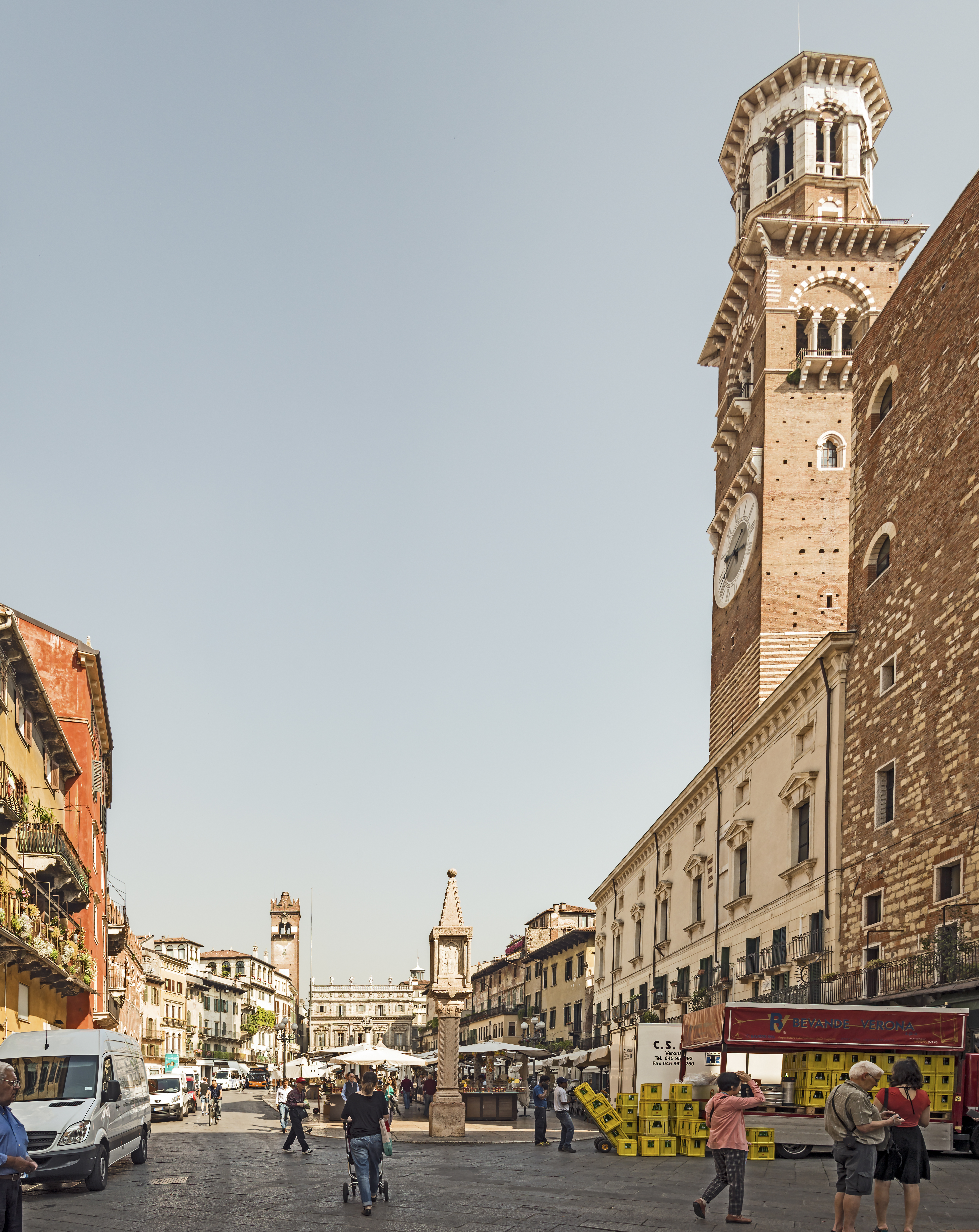
Piazza delle Erbe

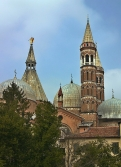
Pádua: a cidade de Santo António de Lisboa
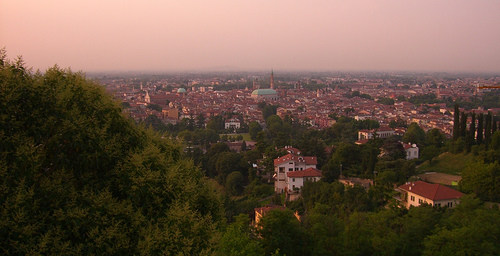
Vicenza, com as mansões de Palladio
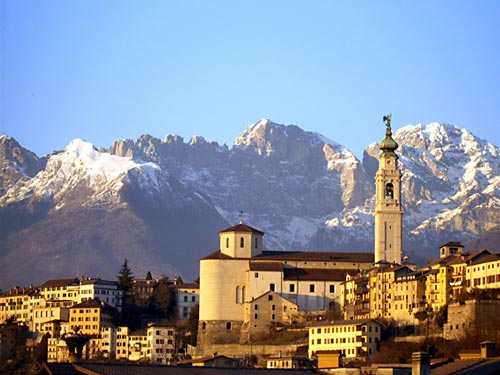
Belluno, capital da homônima província montanhosa